# Machimus coleus
Machimus coleus là một loài ruồi trong họ Asilidae. Machimus coleus được Martin miêu tả năm 1975. Loài này phân bố ở vùng Tân Bắc giới.